# Jasmine Todd
Pour les articles homonymes, voir Todd.
Jasmine Todd (née le 23 décembre 1993) est une athlète américaine, spécialiste des épreuves de sprint.

## Biographie
Elle se classe troisième du 100 m lors des championnats des États-Unis 2015 à Eugene, derrière Tori Bowie et English Gardner, et descend à cette occasion pour la première fois de sa carrière sous les onze secondes en portant son record personnel à 10 s 92 (+ 1,2 m/s).

## Palmarès

### International
| Date | Compétition           | Lieu  | Résultat | Épreuve   | Temps   |
| ---- | --------------------- | ----- | -------- | --------- | ------- |
| 2015 | Championnats du monde | Pékin | 2e       | 4 × 100 m | 41 s 68 |

### National
- Championnats des États-Unis :
  - Plein air : 3e du 100 m en 2015

## Records
| Épreuve | Performance | Lieu   | Date         |
| ------- | ----------- | ------ | ------------ |
| 100 m   | 10 s 92     | Eugene | 26 juin 2015 |